# Sipanea pratensis
Espèce
Synonymes
selon GBIF :
- Virecta pratensis (Aubl.) Vahl[2]

Sipanea pratensis est une  espèce d'herbacée tropicale, appartenant à la famille des Rubiaceae. Il s'agit de l'espèce type du genre Sipanea Aubl.
En Guyane, on l'appelle Ka'api'i pilã (Wayãpi), ou Peruβia airutiak (Palikur).

## Description
En 1953, Lemée en propose la description suivante de Sipanea pratensis :

« S. pratensis Aubl. Vivace, couchée ou dressée, tiges un peu poilues ; feuilles de 0,03-0,07 sur 7-17 mm., lancéolées ou, ovales-lancéolées aiguës, à, base obtuse ou aiguë, pubescentes sur les 2 faces et surtout sur les nervures, stipules acuminées poilues ; fleurs roses ou blanches, avec bractéoles linéaires, calice hispide, corolle à tube de 9-13 mm. grêles, très poilues-jaunâtres dans la gorge, à. lobes de 6-8' mm., oblongs ou ovales ; capsule de 7-8 mm., ovoïde ou tubuleuse côtelée poilue, graines très petites. Pariacabo, Maroni (Charvein) ; herbier Lemée : Cayenne. »

— Albert Lemée, 1953.

## taxons infraspécifiques
5 variétés et 4 formes ont été décrites :
- Sipanea pratensis var. dichotoma (Kunth) Steyerm., 1967
- Sipanea pratensis var. glaberrima Bremek., 1936
- Sipanea pratensis var. major Hassl., 1915
- Sipanea pratensis var. pratensis
- Sipanea pratensis var. stipulata Hassl.

- Sipanea pratensis fo. brachycarpa Steyerm., 1967
- Sipanea pratensis fo. breviflora Steyerm., 1967
- Sipanea pratensis fo. glabriloba Steyerm., 1967
- Sipanea pratensis fo. glabrior Steyerm., 1967

## Répartition
Sipanea pratensis est présente en Amérique du Sud (de la Colombie au Brésil, en passant par le Venezuela, Trinité, le Guyana, le Suriname, et la Guyane.

## Écologie
Sipanea pratensis est une petite herbe rigide des pelouses, savanes rases et inselbergs,,.
La phylogénie de Sipanea pratensis a été étudiée.

## Usages
En Guyane, les Palikur utilisent Sipanea pratensis pour soigner la conjonctivite et la cataracte chez les chiens.
Les Tiriyó de l'ouest du Brésil l'emploient pour des bain fébrifuge.
Selon Heckel et Aublet, Sipanea pratensis est une "plante astringente employée en tisane contre les métrites et contre la gonorrhée : la décoction en est détersive et sert à passer les ulcères".
Sipanea pratensis a été testé comme insecticide contre le moustique Aedes aegypti.

## Protologue

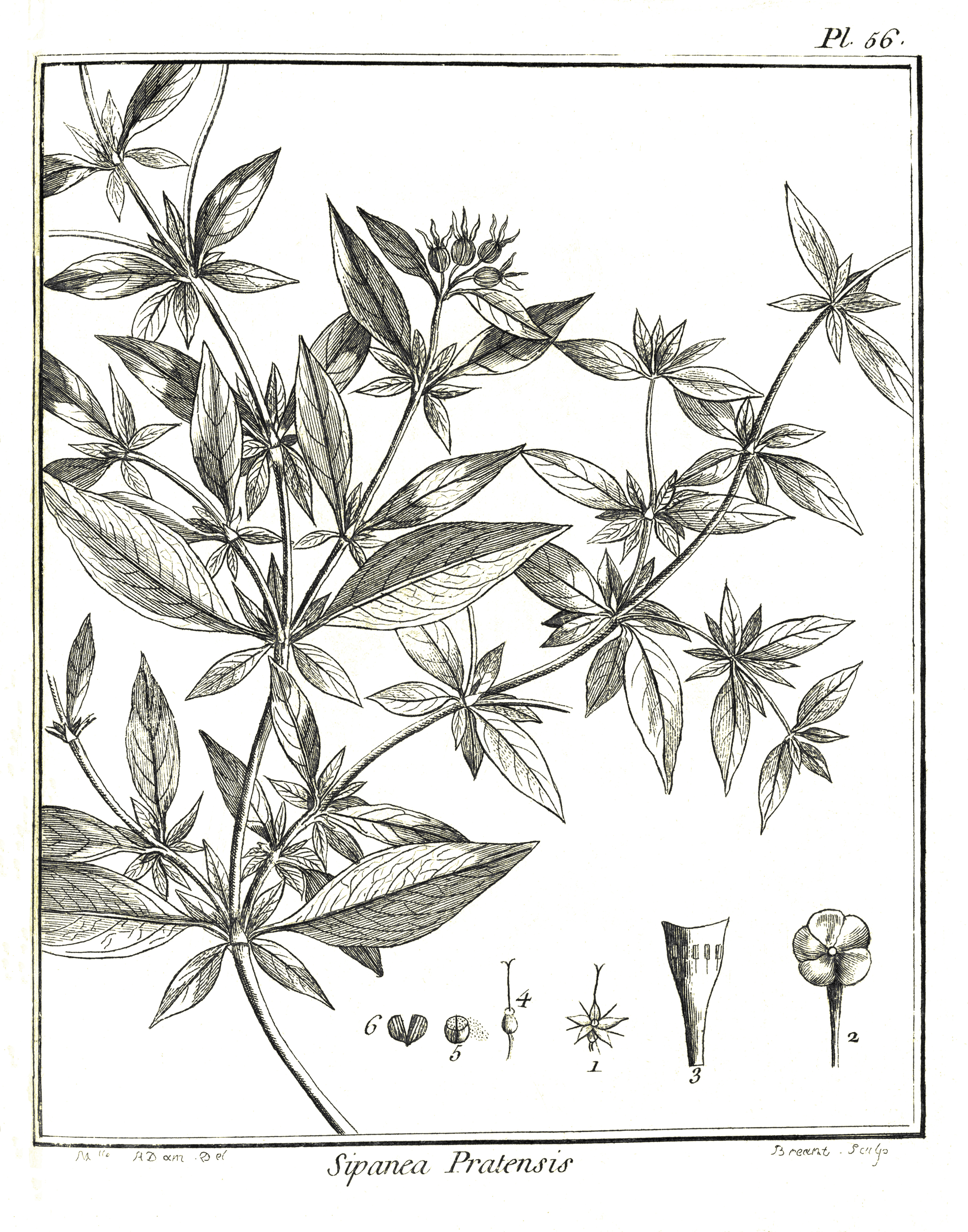
Sipanea pratensis par Aublet (1775) :
Planche 56 - 1. Calice. Ovaire. Diſque. Style. Stigmates. - 2. Corolle. - 3. Tube de la corolle ouvert. Étamines. - 4. Piſtil. - 5. Capſule dépouillée du calice. - 6. Capſule ouverte en deux coques renfermées dans le calice.

En 1775, le botaniste Aublet en a proposé le protologue suivant : 

« 1. SIPANEA pratenſis. (TABULA 56.)
Planta perennis, caules plurimos, pedales, & bipedales, ramoſos, nodoſos è radice ernittens, partim erectos, partim ſupinos ; qui decumbunt, è nodis RADICULAS protrudunt. Folia oppoſita, ſubſeſſilia, lanceolata, acuta, aſperiuſcula, integerrima. Stipula ovata, acuta, intrà baſim foliorum ad utrumque latus. Ad axillas foliorum, ſur culi oppoſiti, vel foliorum erumpentium par unum. Flores terminates, corymboſi, quini, feni, ſepteni. Perianthium ; intra lacinias iingulas ſera alba, longa, erigitur. Corolla carnei colons.
Floret ſingulis anni menſibus.
Habitat in pratis Caiennæ & Guianæ.

LA SIPANE des ſavanes. (Planche 56.)
La racine de cette plante eſt fibreuſe, & ſe partage en pluſieurs rameaux. Les tiges quelle pouſſe ſont nombreuſes, cylindriques, noueuſes, branchues & rameuſes, elles s'élèvent à deux pieds & plus, Les branches, qui touchent la terre, jettent des racines qui partent de leurs nœuds. Les feuilles placées ſur chaque nœud, ſont oppoſées, & diſpoſées en croix, garnies à leur baſe de deux stipules oppoſées & intermédiaires, & à l'aiſſelle de chaque feuille ſont preſque toujours des feuilles naiſſantes. La figure en repréſente une branche dans ſon état naturel. 
Les fleurs naiſſent par bouquets de cinq, de ſix ou de ſept, au ſommet des branches & des rameaux, & chacune ſur un petit pédoncule. Leur calice eſt ſtrié & arrondi à ſa baſe ; il eſt étranglé au deſſous de ſon limbe, qui ſe diviſe en cinq parties longues, étroites & aiguës, & entre chaque diviſion eſt placé un long poil. 
La corolle eſt d'une ſeule pièce; c'eſt un tube emboîté autour d'un diſque qui couronne l'ovaire. Ce tube eſt long, grêle, un peu renflé à ſa partie ſupérieure, qui ſe partage en cinq lobes égaux ; quelquefois il eſt couleur de roſe. 
Les étamines ſont au nombre de cinq ou ſix, rangées autour de la paroi intérieure du tube, au deſſous de ſes diviſions. Leur filet eſt court, & porte une anthère oblongue à deux bourſes. 
Le piſtil eſt un ovaire renferme dans le fond du calice, couronné d'un diſque, du centre duquel s'élève un style grêle, terminé par deux STIGMATES. 
L'ovaire, conjointement avec le calice, devient une capsule ſèche, à deux coques convexes d'un côté, & applaties de l'autre, remplies de menues semences, & qui s'ouvrent chacune en deux valves. 
Cette plante ſe trouve en abondance dans les ſavanes qui ſont autour de la ville de Caïenne. Elle eſt preſque toujours en fleur & en fruit. 
On emploie la ſipane dans les ptiſanes aſtringentes, & contre la gonorrhée: on ſe ſert de la décoction pour laver les plaies & les ulcères. »

— Fusée-Aublet, 1775.